# أوتو ماير (ضابط)
أوتو ماير (بالألمانية: Otto Meyer)‏ هو ضابط ألماني، ولد في 23 ديسمبر 1912 في ألمانيا، وتوفي في 28 أغسطس 1944 في Duclair ‏ في فرنسا.